# 2MASS J16154416+3559005
2MASS J16154416+3559005 ist ein Objekt der Spektralklasse L3 im Sternbild Nördliche Krone. Er wurde im Jahre 2000 von J. Davy Kirkpatrick et al. entdeckt. Seine Position verschiebt sich aufgrund seiner Eigenbewegung jährlich um 0,513 Bogensekunden.